# What's Up Warthogs!
What's Up Warthogs! ou É Isso Aí, Javali! no Brasil, é um sitcom americano produzido pela Family Channel. A série se passa no colégio de West Hill. Foca-se em 4 adolescentes, que juntos montam um programa matinal chamado de 'É Isso Aí, Javali!' para comunicar as noticias escolares. Dentre isso, ocorrem grandes confusões hilárias, que agem como um teste. A série, pelo sucesso de 20 episódios foi renovada a uma segunda temporada, com mais 10 episódios, até que se foram encomendados mais 10 ainda na mesma temporada. Após isso, foi anunciado o cancelamento. Muitos ainda acreditam que possa existir uma terceira temporada, mas ainda não há nada confirmado. No Brasil era exibido diariamente pelo canal Gloob.

## Personagens

### Principais
Eric Ortiz (Tiago Abreu): O presidente do clube de TV. Gosta de contar piadas e ser engraçado. Eric tem uma rixa de rivalidade com Vicky Jagger. E quando ele pensava que podia se livrar dela pelo programa, ele é obrigado a participar junto com ela! Além dela, ele ainda tem seu melhor amigo Charles McGuinness, que as vezes pode ser um tanto quanto louco. Este, mesmo não assumindo guarda um segredo, no fundo ele gosta de Vicky.
Victoria Jagger (Karissa Lee Staples): É a rival e o oposto de Eric. Quer se tornar a presidente do conselho escolar. Entrou no clube de tv participando do É isso aí, Javali, para divulgar-se. É engraçada, gosta de falar assuntos sérios como o meio ambiente. Ela possui um segredo, é no fundo apaixonada por Eric, mas este assunto só foi tocado num único episódio. No Brasil, ela é chamada de Vicky Jagger, não Victoria como em outros países. No final da primeira temporada torna-se a vice-presidente.
Charles McGuinness (Eduard Witzke): Melhor amigo de Eric. Charles é  o câmera e também um grande editor de vídeos. Tem uma obsessão por coisas sobrenaturais como fantasmas e alienígenas. As vezes, Charles pode ser um pouco obcecado, a ponto de ficar mais de 86 horas vasculhando todos os sites da internet, mas falhou. Ele também tem um parente do passado idêntico, que em 1930 também era um grande cineasta. No começo, tinha medo de palco, que foi superado brevemente.
Laney/Lena Nielsen (Ana Golja): Laney, ou Lena (no Brasil), apesar de ter apenas 12 anos, é uma verdadeira cientista gênio da escola, pulando duas séries. Como ela está na transição de pré-adolescente a adolescente, tem algumas paixonites ou diferencices meio maluquinhas dela. Em conta disso, em diversos episódios, junto a Charles, já inventou um robô ou tiveram conversas doidas. Lena não aguenta guardar segredos ou dizer mentiras.

### Secundários
Theodore/Teddy Chadwick IV (Connor Price): Teddy é o filho do senador Theodore Chadwick III e tem um sotaque britânico, apesar dele e sua família, não são da Inglaterra. Ele é redator-chefe do jornal da escola e só por causa de dinheiro, abusa de sua autoridade. É apaixonado por Vicky, que muito pelo contrário não o suporta, pois ela a sufoca desse amor, provocando-a. Torna-se o presidente do conselho escolar no final da temporada, ganhado de Money Melvin. Ele não trabalha com Eric no É Isso Aí, Javali! pois compete pelas noticias com o mesmo.
Sr. Denovi (Duane Murray): Sr. Denovi é o conselheiro do clube de áudio/visual. Ele se formou na West Hill há muito tempo, e ainda está buscando a aprovação do Diretor. Ele é um cara muito nervoso e agitado, mas tem o prazer de estabelecer a lei quando Eric fica muito empolgado com o show. Ele só quer o que é melhor para o É Isso Aí, Javali! e defenderá o show caso o misterioso Diretor tentar cancelar o programa. Denovi também é apaixonado por professoras substitutas, como por exemplo Marge.

### Recorrentes
Javali, o mascote (David Reale), como o nome diz ele é o mascote de West Hill, daí vem o nome É Isso Aí Javali. O Mascote nunca disse uma palavra ele fala por meio de uma linguagem de "bonecos", que apenas Charles entende, nunca se foi visto quem usa a atual fantasia.
Money Melvin (Aidan Shipley) era um dos candidatos a presidente, até perder para Teddy e Vicky. Sua aparição era muito rara tanto na primeira, como na segunda temporada.
Marge/ Srta. Delphine (Catherine Burdon) é uma professora substituta, de todas as matérias, em especial de culinária, é a paixão de Sr. Denovi, que fica abestado com sua presença. As vezes, ela abusa desse carinho especial, dando a entender, que ela no fundo um tanto que interesseira. Estranhamente, a parir da segunda temporada ela é chamada de Senhorita Delphine
Dex Kubrick (Zak Longo) é o mestre dos videogames, e também o maior ídolo de Eric e Charles. Eric o convidou a participar do programa, mas quebrou o famoso dedão da sorte do jogador.

## Episódios

### Resumo
| Temporada | Episódios | Duração                                  | Exibição Original |
| --------- | --------- | ---------------------------------------- | ----------------- |
| 1         | 20        | 11 de Março, 2011 - 27 de Novembro, 2011 | 2011 - 2011       |
| 2         | 20        | 22 de Abril, 2012 - 18 de Novembro, 2012 | 2012 - 2012       |

### 1ª Temporada
| 01 | 01 | Luz, Câmera, Javali! (Parte 1)                          |
| Eric, junto a Charles, decide assumir o posto como novo apresentador do programa de noticias matinais de West Hill. Lena, uma garota gênio decide participar, e na hora do show, Charles trava e uma experiência da cientista explode. Após o fiasco, Sr. Denovi decide cancelar o show, a não ser que Vicky Jagger, a inimiga de Eric participe. NOTA: Esta é a primeira parte do episódio. NOTA 2: Charles descobre ter medo de palco/plateia. |    |                                                         |
| 02 | 02 | Esse É O Nosso Show! (Parte 2)                          |
| Na continuação, Eric tenta de tudo pra convencer sua rival, Vicky a participar do show, mas não dá certo. Ele bem que tenta disfarçar Lena de loira, mesmo assim não dá. Mas, quando o show estava pra ser cancelado, Vicky aceita e faz o piloto. No final eles decidem chamar o programa de É isso Aí, Javali, em homenagem ao mascote da turma. NOTA: Esta é a segunda parte do episódio acima. |    |                                                         |
| 03 | 03 | Armas de Destruição Cômicas                             |
| Como Vicky é dona de metade do programa, ela decide enfeitar o estúdio de maneira feminina, irritando Eric. Sr. Denovi tenta impedir uma guerra com um teste de confiança. O teste dá errado e o estúdio vira uma área de batalha de Charles e Eric versus Victoria e Lena. |    |                                                         |
| 04 | 04 | Namorados                                               |
| Teddy anda sufocando Vicky de amor. Não suportando mais a situação ela acaba se metendo em uma confusão, fingindo namorar Eric, sem o próprio saber. Após a descoberta, Teddy contra-ataca se revoltando contra o apresentador, e para deixar Vicky em paz desafia-os a ir na câmera do beijo, onde o casal é filmado se beijando. Já por outro lado, o namoro dá bons índices de audiência do programa, que apelida o casal de Erictória. NOTA: Neste episódio, deu-se a perceber o namoro de Eric e Vicky, bem no fundo revelaram-se bem com isso. Na segunda temporada há um episódio onde se é revelado que no fundo os dois se gostam. |    |                                                         |
| 05 | 05 | Cada Um Por Si                                          |
| Charles com um escutador descobre que os alunos andam dormindo durante as transmissões e eles acham que a culpa é um deles. Então decidem cada um fazer um programa solo e descobrir quem é, mas a razão do sono é outra. NOTA: Neste episódio, Charles superou o medo de palco/tv. NOTA 2: Também neste episódio, foi a única vez que cada um teve seu programa solo. |    |                                                         |
| 06 | 06 | O Mestre Do Videogame                                   |
| A escola de West Hill recebe a ilustre visita de Dex Kubrick, que é considerado o mestre dos videogames, e também o maior ídolo de Eric e Charles. Eric fica tão feliz com a notícia, que imediatamente o convida para ser entrevistado no É Isso Aí, Javali, só que acidentalmente Eric quebra o "dedão da sorte" de Dex. |    |                                                         |
| 07 | 07 | A Queda do Javali                                       |
| Estava acontecendo a histórica caminhada do Javali, até que propositalmente o mascote cai, o que significa que virão anos de azar. Agora este mistério está sendo competido por Eric e Teddy, que está na equipe do jornal. Teddy culpa Denovi, que foi o predecessor do atual. Quando na verdade há outro culpado em tudo isso. |    |                                                         |
| 08 | 08 | O Cabeça De Carne                                       |
| Eric prova Jota Jota Key chamando-o de Cabeça de Carne. Mas Key não perdoa, e o desafia a uma competição de flexões, se Eric ganhar ele perdoa e se tornam amigos, mas se Jota Jota ganhar, Eric terá que competir contra todo o time de hóquei da escola. |    |                                                         |
| 09 | 09 | Caçadores de Lixo                                       |
| Eric força Vicky a fazer com que 100% da escola a participar do projeto de reciclagem de garrafas. Só que estranhas coisas andam acontecendo, pois garrafas estão sumindo e Charles descobre um fantasma ratão no estúdio. Fora que sem a meta atingida Victoria quer trapacear. |    |                                                         |
| 10 | 10 | Grande Cineasta                                         |
| Charles publica um vídeo viral, que torna-se a ascensão do momento assim como o criador. Só que aproveitando disso, Charles começa a subir a cabeça com isso, abandonando os seus verdadeiros amigos. |    |                                                         |
| 11 | 11 | Quem Quer Fazer Prova?                                  |
| Eric é dispensado do programa até que ele melhore as notas, ou faça uma prova. Só que isto fica muito difícil. Já Teddy o substitui irritando Vicky, que tenta consertar tudo, pois Eric não se concentra. |    |                                                         |
| 12 | 12 | Vicky Editada                                           |
| Para promover sua campanha eleitoral do conselho escolar Vicky pede ajuda a Charles para fazer um vídeo editado. Só que acontece um erro vergonhoso com Vicky dizendo "De Jeito Bumbum", o que trás um modo de vista errado da campanha. Já Sr. Denovi se apaixona pela professora substituta Marge. |    |                                                         |
| 13 | 13 | Mui Amiga                                               |
| Eric acha que Vicky lhe fez uma pegadinha, então tenta de todas as maneiras fazer o mesmo com ela, só que inacreditavelmente ela escapa das travessuras. Enquanto isso, Lena faz amizade com uma aluna que é praticamente sua versão mais velha para o concurso de ciências, só que a garota nova tem outras intenções. |    |                                                         |
| 14 | 14 | Na Saúde E Na Doença                                    |
| Eric adoece e então fica confinado em casa até que melhore. E Vicky achando que esta era uma chance de apresentar o programa sozinha, descobre que Teddy terá que ser seu parceiro, mas o britânico está interessado mais em Vicky do que notícias. Assim, a garota começar a enlouquecer, e tentar trazer Eric de volta. |    |                                                         |
| 15 | 15 | Desintoxicação Digital                                  |
| Para promover um novo tipo de campanha eleitoral do conselho escolar, Vicky propõe que todos fiquem uma semana inteira sem o uso de qualquer aparelho digital. Mas isso faz todos pirarem, pois sem tecnologia, Charles não terá sua câmera, Lena ficará sem sua calculadora e Eric sem o É Isso Aí, Javali! |    |                                                         |
| 16 | 16 | Segredo De Cozinha                                      |
| Marge, a professora substituta de culinária que Sr. Denovi tinha se apaixonado (ver episódio 12- Vicky Editada) foi expulsa das aulas de culinária, sendo substituída por Denovi, que não entende nada do assunto. Então, a turma do É Isso Aí, Javali decide interferir, e acham uma receita que é a predileta dos diretores do orçamento anual escolar, para assim, convence-los da volta de Marge. |    |                                                         |
| 17 | 17 | Os Dois Pombinhos                                       |
| Uma nova garota chega na escola, e se interessa pelo É Isso Aí, Javali. Esta mesma garota, acaba tornando-se a nova paixão de Eric. Mas, ela parece estar agradando a todos e substituindo o posto do comediante da turma. Nota: Eric faz uma controvérsia de si mesmo neste episódio, dando a entender que ele não sente nada por Vicky. Só que posteriormente, após descobrir a verdadeira identidade da garota nova, parece voltar a gostar de Victoria secretamente. |    |                                                         |
| 18 | 18 | Um Drama No Colégio                                     |
| Os alunos comentam que o É Isso Aí, Javali anda muito sem drama. Daí, o professor de teatro de West Hill é chamado pra dar essa "dose". Mas, ele confunde o show com alguma espécie de peça teatral, e revela seus planos de começa-los a substituir por atores. Dando assim uma autoridade chata no programa. |    |                                                         |
| 19 | 19 | Correndo (Parte 1)                                      |
| Quando Vicky pensava que os votos já estavam contados para a seu favor, surge um novo candidato em ascensão, Money Melvin, com o seu clipe propaganda "Correndo", que sobe nas médias. Para irritar ela ainda mais, Eric o convida para o show, e Vicky apostou não dizer uma palavra, frustrando ela mais ainda. Nota: Esta é a primeira parte do episódio das eleições também do final de temporada. |    |                                                         |
| 20 | 20 | A Eleição (Parte 2, Season Finale / Final de Temporada) |
| Todos fazem suas campanhas e votações, e quando pensavam que Vicky já tinha ganhado, seu nome não estava nas urnas. Depois de uma confusão todos votam novamente, Victoria quase ganha, acaba perdendo para Teddy. Assim, Theodore é o presidente e Vicky, a vice-presidente. Nota: Esta é a segunda parte de Correndo, a segunda parte de eleições, e também o Season Finale, o final de temporada. |    |                                                         |

### 2ª Temporada
| 01 | 21 | A Complicada Inauguração    |
| Como Victória é a vice-presidente, Teddy aproveita disso, pra faze-la passar por várias atividades e ficar sem tempo para o programa e mais tempo pra ele. Após isso, Eric decide fazer uma série de audições para um novo co-apresentador, e para seu desgosto, nenhum deles é tão bom como Vicky. |    |                             |
| 02 | 22 | Um Oficial e um Macaco      |
| Sr. Denovi reclama de estar sempre recebendo ordens e não subjugar elas. Daí, Eric e Charles o ajudam a ser mais rígido, só que ele acaba exagerando e tornado-se um oficial durão, e quer o É Isso Aí Javali de uma maneira bem diferente. Lena e Vicky ficam responsáveis por um macaco muito esperto e treinado que fugiu, e sem ele não podem provar que são maduras. |    |                             |
| 03 | 23 | TaekonZumbi                 |
| Kara Lee, a melhor ginasta da escola se apaixona por Charles, mas ele zomba dela e diz que ela não é tão boa assim, pois não sabe fazer a manobra chamada TaekonZumbi. Em sua demonstração, ela acaba fracassando e tem uma nova chance, e Charles tenta anima-la após sentir-se culpado pelo fracasso. |    |                             |
| 04 | 24 | O Programa Sem Fim          |
| Teddy, agora como presidente, está fechando vários clubes e quer fechar o de TV. Eric pede que tenham pelo menos um último programa de adeus, e descobre que se não falar a frase "É Isso Aí, Javali!"(o que ele diz normalmente para encerrar o programa), o programa pode continuar, mas o que parecia fácil torna-se difícil, pois a cada momento o programa fica sem assunto, até descobrirem uma sala secreta, de onde podem continuar o show. |    |                             |
| 05 | 25 | Jeito Próprio de Ensinar    |
| Todo Ano, Sr. Denovi, propositalmente escolhe um tema chato de aulas pra que não ensine. Mas Eric não sabia e chamou alunos suficientes pra sua aula. Desesperadamente, ele consegue tornar-se o melhor professor da escola, mas seu rival decide inspecionar essa aula nada convencional, e se ele avaliar negativamente, Denovi corre o risco de ser expulso. |    |                             |
| 06 | 26 | Por Amor às Balinhas        |
| Money Melvin retorna, e desta vez precisa de Vicky para promover suas balas vermelhas para a máquina de lanches da escola. Após ganharem a causa ela prova uma das balas, e torna-se uma viciada nelas, deixando-a mudada, cabulando aulas e fugindo dos castigos. Eric, após isso, decide intervir e fazer com que ela volte ao normal. Nota: Neste episódio Eric diz que quer a Vicky que conhece e ama de volta, depois nega gostar dela, no final ela começa a dizer pra ele, com ironia, que ele tem que esquece-la,mas no final ela triunfa que também gosta, após ele sair. |    |                             |
| 07 | 27 | O Fantasma do Colégio       |
| O Colégio de West Hill está comemorando o Dia do Fundador, e todo ano acontece o evento do Suíno Honorário, onde é concedido o focinho de ouro apenas aos alunos que possuam os quatro pilares do javali: liderança, honestidade, humildade e coragem. Após isso os concorrentes que são três, e um deles é Vicky, começam a ser assombrados e desistir, após o sumiço de Vicky, eles decidem investigar e descobrem que o fantasma a assombra a quem não merece o cargo. Lena ganha, e na cena final é descoberto quer o fantasma era apenas o mascote Javali. Nota: Nos países fora do Brasil, este foi o último episódio e Season Finale,pois a série havia sido cancelada. No Brasil, a situação foi diferente, e foram exibidos mais outros 12 episódios e o Season Finale de verdade foi perdidona produção e não foi dublado. |    |                             |
| 08 | 28 | Bem Vindos Ao Nosso Colégio |
| O Diretor ordena que Teddy e os javalis trabalhem juntos para fazer a renovação do vídeo de boas vindas do colégio aos novos alunos e como eles podem se adaptar. Mas cada um tem uma ideia diferente, e misturando tudo, Teddy rouba os projetos e consegue um roteiro impecável, até descobrir que não sabe fazer vídeos. Em alguns países fora do Brasil, este foi o último episódio inédito exibido após o cancelamento da série. |    |                             |
| 09 | 29 | Robô Pra Robô               |
| Charlie constrói um robô pacifico que sai do controle e destrói a lanchonete. O Diretor decide que ele tem menos de 24 horas para conserta-la e deixa-la impecável se não, será imediatamente expulso. Junto de Lena, constrói outro robô melhorado, que organiza tudo, após novas melhorações, sem querer Vicky e Eric destroem ele, e descobrem que Charles e Lena podem sair do programa se algo acontecer ao objeto. |    |                             |
| 10 | 30 | Viagem No Tempo             |
| Está acontecendo obras na escola e os alunos descobrem uma cápsula do tempo deixada por alunos antigos do West Hill em 1930. Após descobrirem os itens que haviam lá, eles descobrem que possuem arquivos de vídeo antigo, com alguém muito parecido com Charles, com suas características malucas. Daí, ele acha que é ele no passado, e acredita que precisa voltar para seu tempo, num eclipse que está para chegar. |    |                             |
| 11 | 31 | Cada Um No Seu Lugar        |
| Vicky está entendiada de si mesma e decide se passar por várias profissões e pessoas. Eric zomba e diz que ela mesma não se suporta, até ela decidir se passar por ele, e ele por ela, assim como outras pessoas e vice-versa, para saber quem aguenta mais tempo sendo quem mais odeia. |    |                             |
| 12 | 32 | O Outro Colégio             |
| Um novo evento chega no West Hill, o dia da peteca, onde deve-se trazer a peteca simbólica da escola e começar o evento. O Javali Mascote, ficou responsável por isso, mas invés de uma peteca, ele trouxe um frisbee, objeto simbólico da escola rival. Daí, o West Hill, declara guerra com a escola inimiga. |    |                             |
| 13 | 33 | Victadora                   |
| Vicky decide fazer biscoitos doces pra os alunos pararem de serem tão indisciplinados, mas eles não ligam e Teddy prova um deles, que possuía canela, ele é alérgico e fica em casa por dias. Vicky toma seu lugar como presidente,pois ela é a vice. Com o tempo ela abusa do poder e torna-se uma ditadora pior que ele, mas Eric decide criar uma rebelião. |    |                             |
| 14 | 34 | É Isso Aí, Velhinho!        |
| O programa está sem receber o orçamento e começa a fazer muitas propagandas deixando o programa inútil. A Tia de Lena, sai do asilo pra fazer uma visita a ela, e paga todo o programa. Charles se convence de que ser aposentado é a melhor coisa do mundo e Vicky desconfia que a tia de Lena possa esconder algum segredo. |    |                             |
| 15 | 35 | A Cidade dos Ratos          |
| O Colégio de West Hill está passando por uma onda de crimes, e Lena teme que isso possa atingir sua cidade dos ratos. A situação acaba quando um aluno se disfarça de Vingador Rosa, e Vicky acredita que ele seja Eric, mas ele acaba perdendo o controle da situação e começa a ser perseguido. Sr. Denovi tenta demolir a escola atrás de seu brinquedo que perdeu a anos na escola. |    |                             |
| 16 | 36 | Diretor Denovi              |
| O Diretor sai de férias e deixa Sr. Denovi como seu representante,mas ele não sabe nada de como ser diretor e deixa a a ordem da escola confusa. Vicky decide lutar pela causa do direito do poder dos zeladores, eles desistem, mas ela acaba agindo ruim de mais e junto à Eric, Charles e Lena acabam encadeados. |    |                             |
| 17 | 37 | Paraíso das Pegadinhas      |
| Eric recebeu um novo kit de pegadinhas, ninguém acha graça além de Charles. Então Eric, decide leva-lo ao 'Paraíso das Pegadinhas' onde ele aprendeu tudo de engraçado. A loja está em risco de se fechar e Eric decide promover o local com um vídeo de pegadinhas com Vicky, tornando-se ascensão. Sentindo-se excluído ele deprime-se, e Lena está irritada com as pegadinhas que acontecem com o seu clube de salvação dos pinguins. |    |                             |
| 18 | 38 | O Primo do Eric             |
| Em Breve... |    |                             |
| 19 | 39 | Castigo Cruel               |
| Eric sempre gostou do castigo, pois era seu tempo livre e chama Charles pra visitá-lo, mas a nova governanta é cruel e odeia eles e fazem com que os alunos sofram, após Money Melvin, Denovi e Vicky e e Lena entrarem, eles decidem montar um plano pra tentarem tirar a oficial do seu posto pra sempre. Nota: Este é o último episódio exibido no Brasil como inédito, o Season Finale já mais foi exibido até hoje. |    |                             |

## DublagemBrasil
| Personagem                 | Dublador         |
| -------------------------- | ---------------- |
| Eric Ortiz                 | Renan Freitas    |
| Vicky / Victoria Jagger    | Fernanda Crispim |
| Charles McGuinness         | Sérgio Cantú     |
| Lena Nielsen               | Erika Menezes    |
| Theodore/Teddy Chadwick IV | Raphael Rossato  |
| Sr. Denovi                 | Marcelo Garcia   |
| Money Melvin               | Philippe Maia    |
| Marge / Srta. Delphine     | Guilene Conte    |